# Tillandsia limbata
Tillandsia limbata är en gräsväxtart som beskrevs av Diederich Franz Leonhard von Schlechtendal. Tillandsia limbata ingår i släktet Tillandsia och familjen Bromeliaceae. Inga underarter finns listade i Catalogue of Life.

## Bildgalleri

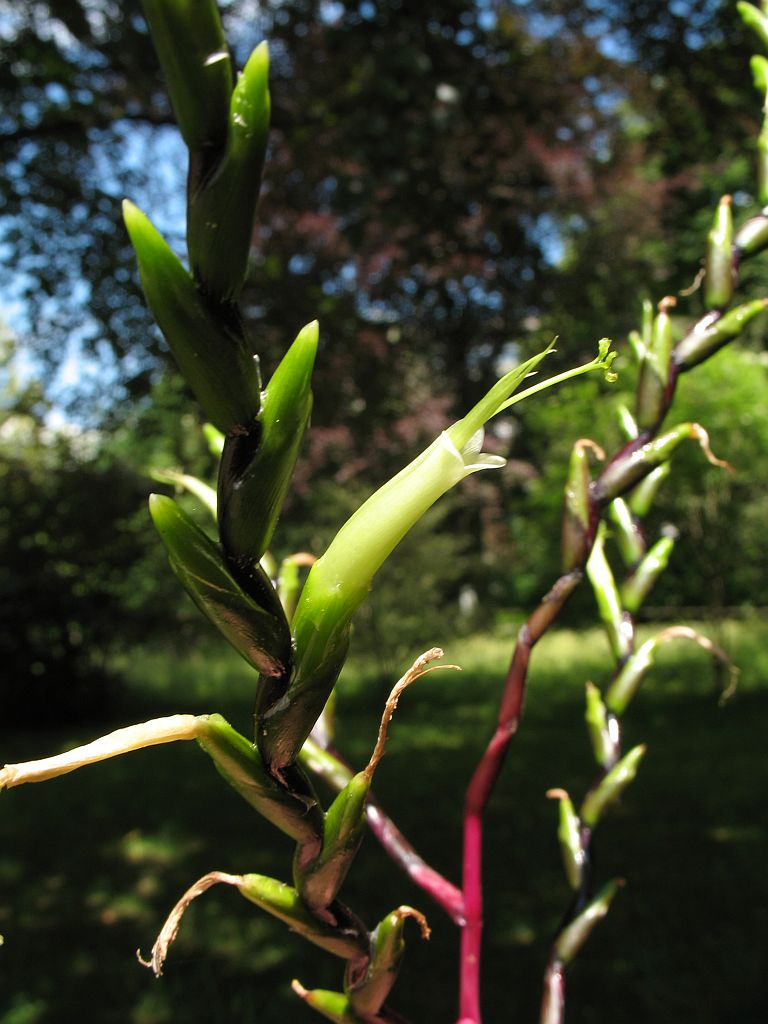
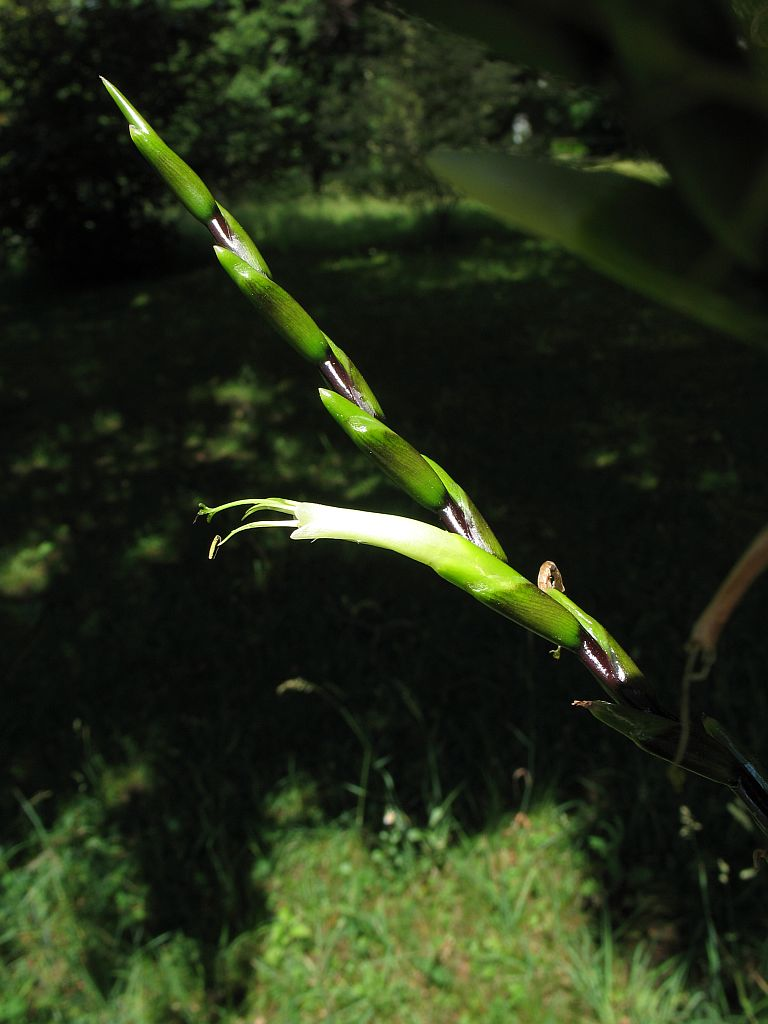
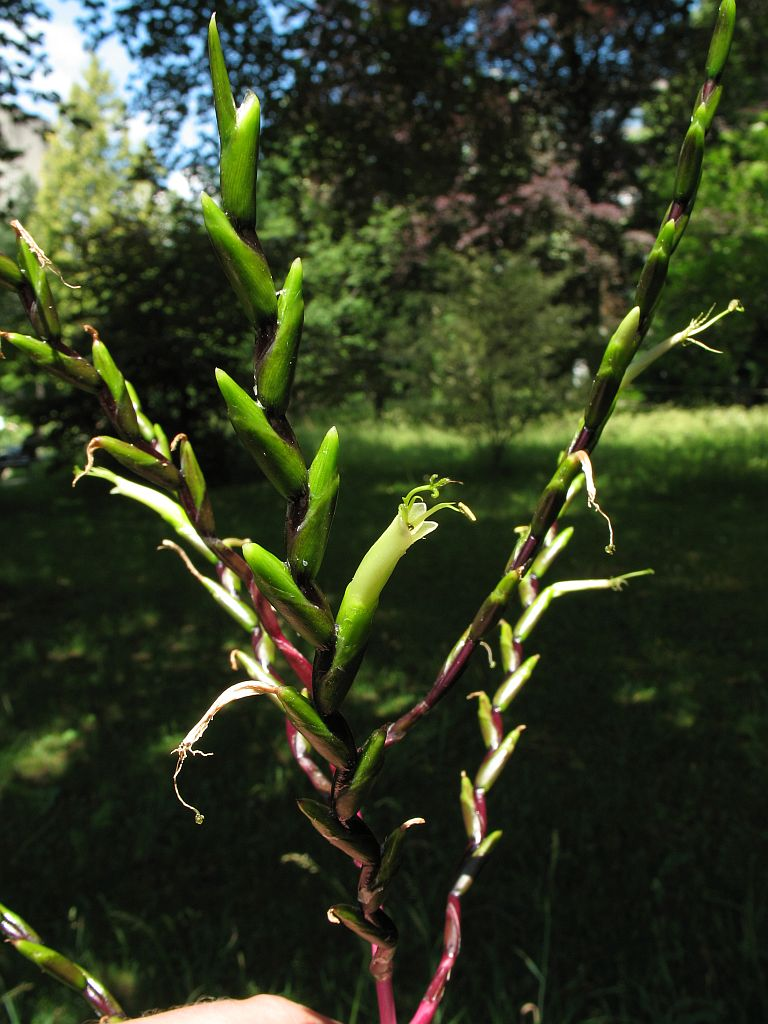